# Notre-Dame-de-Livoye
Notre-Dame-de-Livoye (nɔt.tʁə.dam.də.li.vwaⓘ) es una población y comuna francesa, en la región de Baja Normandía, departamento de Mancha, en el distrito de Avranches y cantón de Brécey.

## Demografía
| 170 | 142 | 134 | 124 | 110 | 122 |
| Para los censos de 1962 a 1999 la población legal corresponde a la población sin duplicidades (Fuente: INSEE [Consultar]) |     |     |     |     |     |